# Lillian Langdon
Lillian Langdon, accreditata talvolta come Mrs. Langdon (25 novembre 1860 – Santa Monica, 8 febbraio 1943), è stata un'attrice statunitense che lavorò nel cinema esclusivamente all'epoca del muto.

## Filmografia
- Tangled Relations, regia di Harry Solter - cortometraggio (1912)
- Oil and Water, regia di D.W. Griffith - cortometraggio (1913)
- Blood Will Tell, regia di Herbert Brenon - cortometraggio (1913)
- The Girl Across the Way, regia di Christy Cabanne - cortometraggio (1913)
- The Mills of the Gods, regia di Jay Hunt - cortometraggio (1914)
- Double Trouble, regia di Christy Cabanne (1915)
- Kindling, regia di Cecil B. DeMille (1915)
- The Lamb, regia di W. Christy Cabanne (1915)
- A Poor Relation - cortometraggio (1915)
- Martha's Vindication, regia di Chester M. Franklin e Sidney Franklin (1916)
- Reggie Mixes In, regia di W. Christy Cabanne (1916)
- Mr. Goode, Samaritan, regia di Edward Dillon (1916)
- Io e il mio destino (Flirting with Fate), regia di Christy Cabanne (1916)
- L'americano (The Americano), regia di John Emerson (1916)
- Jim Bludso, regia di Tod Browning e Wilfred Lucas (1917)
- Il turbine del passato (Indiscreet Corinne). regia di John Francis Dillon (1917)
- I Love You, regia di Walter Edwards (1918)
- The Last Rebel, regia di Gilbert P. Hamilton (1918)
- Shifting Sands, regia di Albert Parker (1918)
- La regina delle follie (The Follies Girl), regia di John Francis Dillon (1919)
- The Usurper, regia di James Young (1919)
- Papà Gambalunga (Daddy-Long-Legs), regia di Marshall A. Neilan (1919)
- Sua Maestà Douglas (His Majesty, the American), regia di Joseph Henabery (1919)
- Water, Water, Everywhere
- The Triflers, regia di Christy Cabanne (1920)
- The Great Accident, regia di Harry Beaumont (1920)
- Going Some, regia di Harry Beaumont (1920)
- The Hope
- Oh, Lady, Lady, regia di Maurice Campbell (1920)
- What's a Wife Worth?, regia di William Christy Cabanne (1921)
- The Mother Heart, regia di Howard M. Mitchell (1921)
- The Swamp, regia di Colin Campbell (1921)
- Too Much Wife, regia di Thomas N. Heffron (1922)
- Kissed, regia di King Baggot (1922)
- Lights of the Desert, regia di Harry Beaumont (1922)
- Fools of Fortune, regia di Louis Chaudet (1922)
- The Wanters, regia di John M. Stahl (1923)
- Circe la maga (Circe, the Enchantress), regia di Robert Z. Leonard (1924)
- Raffles, regia di King Baggot (1925)
- Cobra, regia di Joseph Henabery (1925)
- The Cheer Leader